# Острів Кетліца
Острів Кетліца (рос. Остров Кётлица) — острів архіпелагу Земля Франца-Йосифа. Найвища точка острова — 158 метрів. Адміністративно відноситься до Приморського району Архангельської області Росії.
Знаходився на території державного природного заказника федерального значення «Земля Франца-Йосифа» до його ліквідації у 2016 році.

## Розташування
Острів Кетліца знаходиться в центральній частині архіпелагу за 6 кілометрів на захід від острова Нансена і за 9 кілометрів на північ від острова Гукера.
Відділений від острова Нансена протокою Роберта Піля (названа на честь державного діяча Британії Роберта Піля), від острова Гукера — протокою Аллен-Юнг.

## Опис
Острів має витягнуту з півночі на південь форму, відстань від крайньої північної точки — Мису Полярного Сяйва до крайньої південної — мису Гюйс (у деяких джерелах — мис Гайс) — майже 20 кілометрів. За винятком невеликих ділянок уздовж берегової лінії, острів Кетліца повністю покритий льодовиками.
Названий ім'ям учасника арктичної експедиції Джексона-Гармсворта геолога Реджинальда Кетліца.